# Катка (агрогородок)
Ка́тка (бел. Катка) — агрогородок в составе Катковского сельсовета Глусского района Могилёвской области Республики Беларусь.

Административный центр сельсовета.

## Население
- 1999 год — 633 человека
- 2009 год — 544 человека

## Достопримечательность
- Воинский памятник